# Best of the Geto Boys
Albums de Geto Boys
The Foundation
(2005)
Best of the Geto Boys est une compilation des Geto Boys, sortie le 19 novembre 2002.
L'album s'est classé 87e au Top R&B/Hip-Hop Albums.

## Liste des titres
| No  | Titre                              | Album original               | Durée |
| --- | ---------------------------------- | ---------------------------- | ----- |
| 1.  | Intro                              |                              | 0:56  |
| 2.  | Yes Yes Yall                       | The Foundation               | 3:12  |
| 3.  | Fuck Em                            | The Geto Boys                | 4:02  |
| 4.  | Let a Ho Be a Ho                   | The Geto Boys                | 2:38  |
| 5.  | Gotta Let 'Em Hang                 | We Can't Be Stopped          | 2:53  |
| 6.  | We Can't Be Stopped                | We Can't Be Stopped          | 2:05  |
| 7.  | Gangsta of Love                    | The Geto Boys                | 2:54  |
| 8.  | Damn It Feels Good to Be a Gangsta | Uncut Dope: Geto Boys' Best  | 3:13  |
| 9.  | Gangsta (Put Me Down)              | Da Good da Bad & da Ugly     | 3:26  |
| 10. | Mind Playin Tricks                 | We Can't Be Stopped          | 3:39  |
| 11. | Chuckie                            | We Can't Be Stopped          | 2:26  |
| 12. | Size Ain't Shit                    | The Geto Boys                | 1:34  |
| 13. | Talkin Loud Sayin Nothin           | The Geto Boys                | 2:15  |
| 14. | Snitches                           | Making Trouble               | 1:38  |
| 15. | Crooked Office                     | Till Death Do Us Part        | 2:40  |
| 16. | When It Gets Gangsta               | The Foundation               | 3:57  |
| 17. | Still                              | The Resurrection             | 3:35  |
| 18. | It Aint Shit                       | Till Death Do Us Part        | 4:00  |
| 19. | Do It Like a G.O.                  | The Geto Boys                | 4:19  |
| 20. | G Code                             | The Foundation               | 3:33  |
| 21. | Trigga Happy Nigga                 | Grip It! On That Other Level | 4:32  |
| 22. | Scarface                           | The Geto Boys                | 4:54  |
| 23. | Assassins                          | Making Trouble               | 3:09  |
| 24. | Fuck a War                         | We Can't Be Stopped          | 2:36  |
| 25. | Geto Boys and Girls                | The Resurrection             | 2:20  |